# Liên hoan phim châu Á-Thái Bình Dương
Liên hoan phim châu Á-Thái Bình Dương (tiếng Anh: Asia-Pacific Film Festival) là một Đại hội điện ảnh được tổ chức lần đầu năm 1954. Liên hoan phim này được tổ chức hàng năm tại một quốc gia châu Á bởi Ban giám đốc của Liên đoàn Điện ảnh châu Á-Thái Bình Dương.

## Hạng mục trao giải
Những hạng mục trao giải hiện nay. Ở mỗi hạng mục có thể đồng trao giải cho nhiều tác giả, tác phẩm.
- Phim hay nhất
- Giám đốc sản xuất xuất sắc nhất
- Nam diễn viên xuất sắc nhất
- Nữ diễn viên xuất sắc nhất
- Nam diễn viên phụ xuất sắc nhất
- Nữ diễn viên phụ xuất sắc nhất
- Kịch bản hay nhất
- Quay phim xuất sắc nhất
- Biên tập xuất sắc nhất
- Âm thanh hay nhất
- Nhạc phim hay nhất
- Giám đốc nghệ thuật hay nhất
- Phim tài liệu hay nhất
- Phim hoạt hình hay nhất

Giải thưởng đặc biệt của Ban Giám khảo cũng có thể được trao.

## Phim hay nhất
Danh sách này không đầy đủ, bạn cũng có thể giúp mở rộng danh sách.
| Year                                         | Film..                           | Country             | Ref.                   |
| -------------------------------------------- | -------------------------------- | ------------------- | ---------------------- |
| 1954                                         | Golden demon                     | Nhật Bản            | [ 1 ]                  |
| 1955                                         | Shunkin Monogatari               | Nhật Bản            |                        |
| 1956                                         | The Long Lane                    | Hồng Kông thuộc Anh |                        |
| 1957                                         | Suzakumon                        | Nhật Bản            |                        |
| 1958                                         | Our sister Heddy                 | Hồng Kông thuộc Anh |                        |
| 1959                                         | The Kingdom and the Beauty       | Hồng Kông thuộc Anh | [ 2 ]                  |
| 1960                                         | Rear Entrance (後門, Hòu mén)    | Hồng Kông thuộc Anh | [ 3 ]                  |
| 1961                                         | Onna wa yoru kesshô suru         | Nhật Bản            | [ 4 ]                  |
| 1962                                         | The Houseguest and My Mother     | Hàn Quốc            | [ 5 ]                  |
| 1963                                         | Twin Sisters of Kyoto            | Nhật Bản            | [ 6 ]                  |
| 1964                                         | Oyster Girl (蚵女, 1964)         | Đài Loan            | [ 7 ]                  |
| 1965                                         | The Grand Substitution(萬古流芳) | Hồng Kông thuộc Anh | [ 8 ]                  |
| 1966                                         | The Blue and the Black           | Hồng Kông thuộc Anh | [ 9 ]                  |
| 1967                                         | Susanna                          | Hồng Kông thuộc Anh | [ 10 ]                 |
| 1968                                         | —                                | —                   | Competition cancelled. |
| 1969                                         | Jade goddess(玉觀音)             | Đài Loan            | [ 11 ]                 |
| 1970                                         | Apa Jang Kau Tjari, Palupi?      | Indonesia           | [ 12 ]                 |
| 1971                                         | Samiun dan Dasima                | Indonesia           |                        |
| 1977                                         | Sensei no tsushinbo              | Nhật Bản            |                        |
| 1978                                         | The eternal love                 | Đài Loan            |                        |
| 1979                                         | Pengemis dan Tukang Becak        | Indonesia           |                        |
| 1980                                         | The Battle of Port Arthur        | Nhật Bản            | [ 13 ]                 |
| 1981                                         | —                                | —                   | Competition cancelled. |
| 1982                                         | Oridathoru Phayalvaan            | Ấn Độ               |                        |
| 1983                                         | The Makioka Sisters              | Nhật Bản            | [ 14 ]                 |
| 1987                                         | The Surrogate Woman              | Hàn Quốc            | [ 15 ]                 |
| 1991                                         | A Brighter Summer Day            | Đài Loan            | [ 16 ]                 |
| 1992                                         | Pushing hands                    | Đài Loan            | [ 17 ]                 |
| 1993                                         | Cageman                          | Hồng Kông thuộc Anh | [ 18 ]                 |
| 1994                                         | Eat Drink Man Woman              | Đài Loan            | [ 19 ]                 |
| 1995                                         | Siao Yu                          | Đài Loan            | [ 20 ]                 |
| 1996                                         | A Petal                          | Hàn Quốc            | [ 21 ]                 |
| 1997                                         | Such a Life                      | Đài Loan            | [ 22 ]                 |
| 1998                                         | Daun di Atas Bantal              | Indonesia           | [ 23 ]                 |
| 1999                                         | Nàng Nước                        | Thái Lan            | [ 24 ]                 |
| 2000                                         | Đời cát                          | Việt Nam            | [ 25 ]                 |
| 2001                                         | What Time Is It There?           | Đài Loan            | [ 26 ]                 |
| 2002                                         | Inochi                           | Nhật Bản            | [ 27 ]                 |
| 2003                                         | A Little Monk                    | Hàn Quốc            | [ 28 ]                 |
| 2004                                         | Taipai 21                        | Đài Loan            | [ 29 ]                 |
| 2005                                         | Cờ Thái cực giương cao           | Hàn Quốc            | [ 30 ]                 |
| 2006                                         | The Unwanted Woman               | Iran                | [ 31 ]                 |
| 2007                                         | —                                | —                   | [ 32 ]                 |
| 2008                                         | —                                | —                   | [ 32 ]                 |
| 2009                                         | Rainbow Troops                   | Indonesia           | [ 33 ]                 |
| 2010                                         | —                                | —                   |                        |
| 2011                                         | Janala                           | Ấn Độ               | [ 34 ]                 |
| 2012                                         | Life Without Principle           | Hồng Kông           | [ 35 ]                 |
| 2013                                         | Like Father, Like Son            | Nhật Bản            | [ 36 ]                 |
| 2014                                         | —                                | —                   | [ 37 ]                 |
| 2015                                         | —                                | —                   | [ 38 ]                 |
| 2016                                         | —                                | —                   | [ 38 ]                 |
| 2017                                         | The Unnamed                      | Bangladesh          | [ 39 ]                 |
| 2018                                         | Lion                             | Úc                  | [ 40 ]                 |
| 2019                                         | —                                | —                   |                        |
| 2020                                         | Guang                            | Malaysia            | [ 41 ]                 |
| "—" denotes festival was not held that year. |                                  |                     |                        |